# Canton de Florensac
Le canton de Florensac est une ancienne division administrative française de la région Languedoc-Roussillon située dans le département de l'Hérault, dans l'Arrondissement de Béziers.

## Historique
Depuis 2014, les communes du canton de Florensac sont rattachées au canton de Pézenas.

## Composition
| Nom                   | Code Insee | Intercommunalité        | Superficie (km2) | Population (dernière pop. légale) | Densité (hab./km2) |
| --------------------- | ---------- | ----------------------- | ---------------- | --------------------------------- | ------------------ |
| Florensac (chef-lieu) | 34101      | CA Hérault Méditerranée | 35,71            | 4 960 (2014)                      | 139                |
| Castelnau-de-Guers    | 34056      | CA Hérault Méditerranée | 22,51            | 1 150 (2014)                      | 51                 |
| Pinet                 | 34203      | CA Hérault Méditerranée | 8,83             | 1 505 (2014)                      | 170                |
| Pomérols              | 34207      | CA Hérault Méditerranée | 11,01            | 2 235 (2014)                      | 203                |

## Démographie
| 1968  | 1975  | 1982  | 1990  | 1999  | 2006  | 2007  | 2009  | 2010  |
| ----- | ----- | ----- | ----- | ----- | ----- | ----- | ----- | ----- |
| 5 631 | 5 674 | 5 957 | 6 947 | 7 433 | 8 963 | 8 983 | 9 356 | 9 584 |

## Représentation

### Conseillers généraux de 1833 à 2015
| Période                                  | Période      | Identité                                           | Étiquette             | Qualité |
| ---------------------------------------- | ------------ | -------------------------------------------------- | --------------------- | --- |
| 1833                                     | 1846 (décès) | Antoine Fabre de Roussac (1779-1846)               |                       | Maire de Florensac |
| 1846                                     | 1848         | Emilien Rey de Bellonet                            |                       | Propriétaire à Florensac |
| 1848                                     | 1852         | Louis Hyacinthe Henri Baron d'Alphonse (1789-1870) |                       | Ancien officier de Dragons Propriétaire à Florensac |
| 1852                                     | 1870         | Charles de Ricard (1788-1878)                      |                       | Capitaine au 5eme vélite de la garde impériale Rentier, propriétaire terrien, maire de Florensac                                                                     |
| 1870                                     | 1883         | Ariste Fraisse                                     | Droite monarchiste    | Maire de Florensac (1865-1878) |
| 1883                                     | 1895         | Pierre Dental                                      | Républicain           | Maire de Florensac (1881-1895) |
| 1895                                     | 1913         | Camille Mondou                                     | Rad. Défense viticole | Maire de Florensac (1896-1903 et 1904-1919) |
| 1913                                     | 1925         | Alexandre Laval                                    | Rad.                  | Propriétaire à Florensac |
| 1925                                     | 1930 (décès) | Fernand Chamayou                                   | SFIO                  | Maire de Florensac (1919-1930) |
| 1930                                     | 1940         | Paul Caumette                                      | SFIO                  | Maire de Florensac (1930-1941) |
|                                          |              |                                                    |                       | |
| 1945                                     | 1958         | Evariste Fabre                                     | Rad.                  | Maire de Florensac (1947-1953) |
| 1958                                     | 1975 (décès) | Hervé Coustellié                                   | SFIO puis PS          | Ouvrier agricole puis viticulteur Maire de Florensac (1953-1967) |
| 1976                                     | 1982         | M. Bouis                                           | PCF                   | |
| 1982                                     | 2015         | Michel Gaudy                                       | PS                    | Conseiller régional de 1998 à 2010 Maire de Florensac (1977-2001) Député suppléant de Kléber Mesquida Vice-Président du Conseil Général Rapporteur général du Budget |
| Les données manquantes sont à compléter. |              |                                                    |                       | |

### Conseillers d'arrondissement (de 1833 à 1940)
| Période                                  | Période | Identité                                | Étiquette   | Qualité |
| ---------------------------------------- | ------- | --------------------------------------- | ----------- | --- |
| 1833                                     | 1840    | M. Mazel                                |             | Juge de paix à Pézenas                                                                                      |
| 1840                                     | 1842    | Antoine Gaujal ainé                     |             | Propriétaire à Pézenas                                                                                      |
| 1842                                     | 1852    | Louis Paulinier de Fontenille           | Droite      | Propriétaire à Florensac                                                                                    |
| 1852                                     | 1871    | Toussaint-François-Cyprien-Émile Gaujal |             | Ancien officier de marine, maire de Pinet, Président du Conseil d'arrondissement                            |
| 1871                                     | 1874    | Albin Valesque                          |             | Maire de Pomerols                                                                                           |
| 1874                                     | 1880    | Edmond Fornairon                        | Républicain | Propriétaire à Florensac                                                                                    |
| 1880                                     | 1910    | Louis Broulhiet                         | Républicain | Maire de Castelnau-de-Guers                                                                                 |
| 1910                                     | 1919    | Frédéric Michel                         | Antiblocard | Propriétaire à Castelnau-de-Guers                                                                           |
| 1919                                     | 1934    | Gaston Marsal (1882-1957)               | SFIO        | Ouvrier agricole à Castelnau-de-Guers                                                                       |
| 1934                                     | 1940    | Antonin Moulines                        | Radical     | Maire de Pomérols                                                                                           |
| 1940                                     |         |                                         |             | Les conseils d'arrondissement ont été suspendus par la loi du 12 octobre 1940 et n'ont jamais été réactivés |
| Les données manquantes sont à compléter. |         |                                         |             | |

## Photos du canton

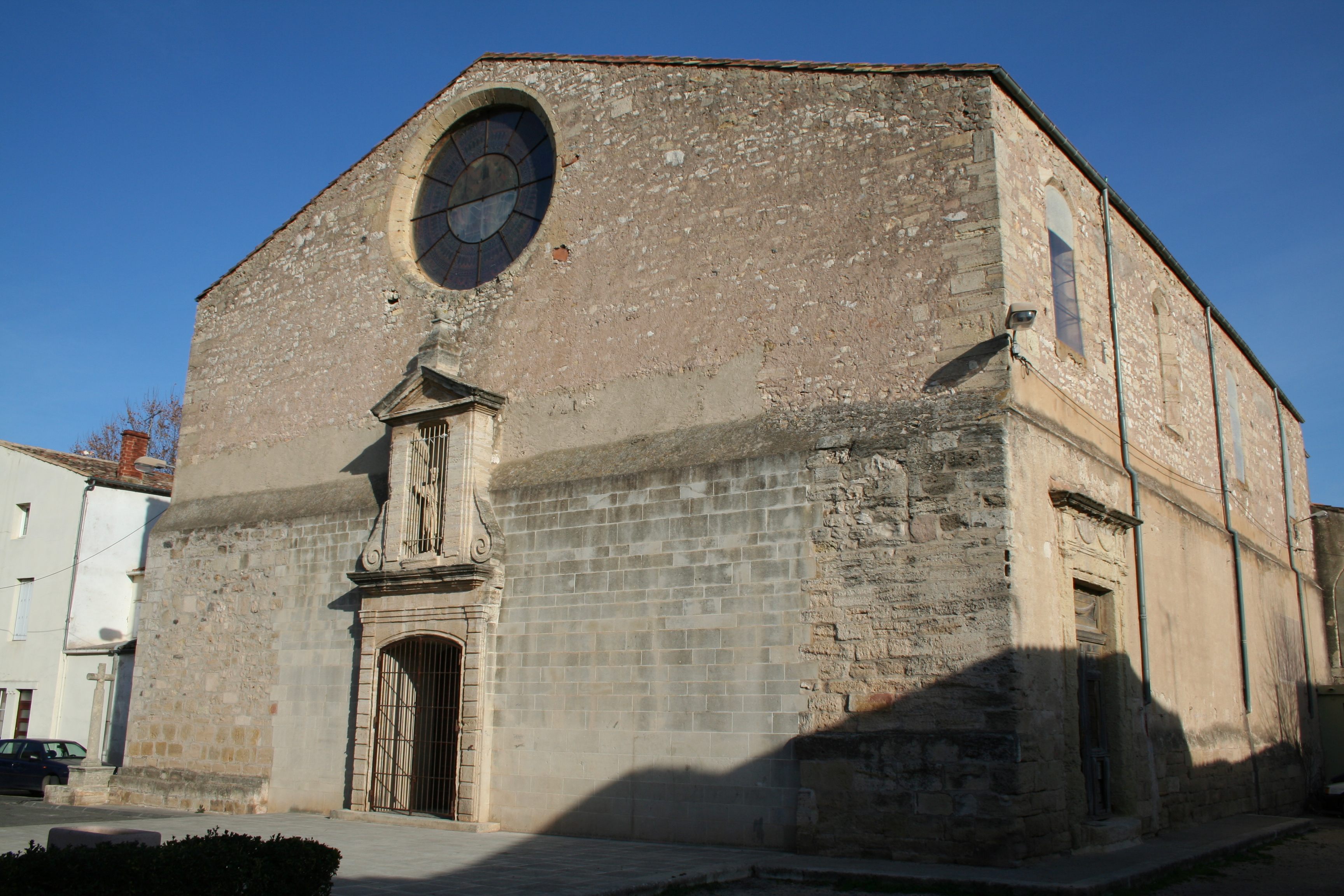
L'église Saint-Jean Baptiste de Florensac
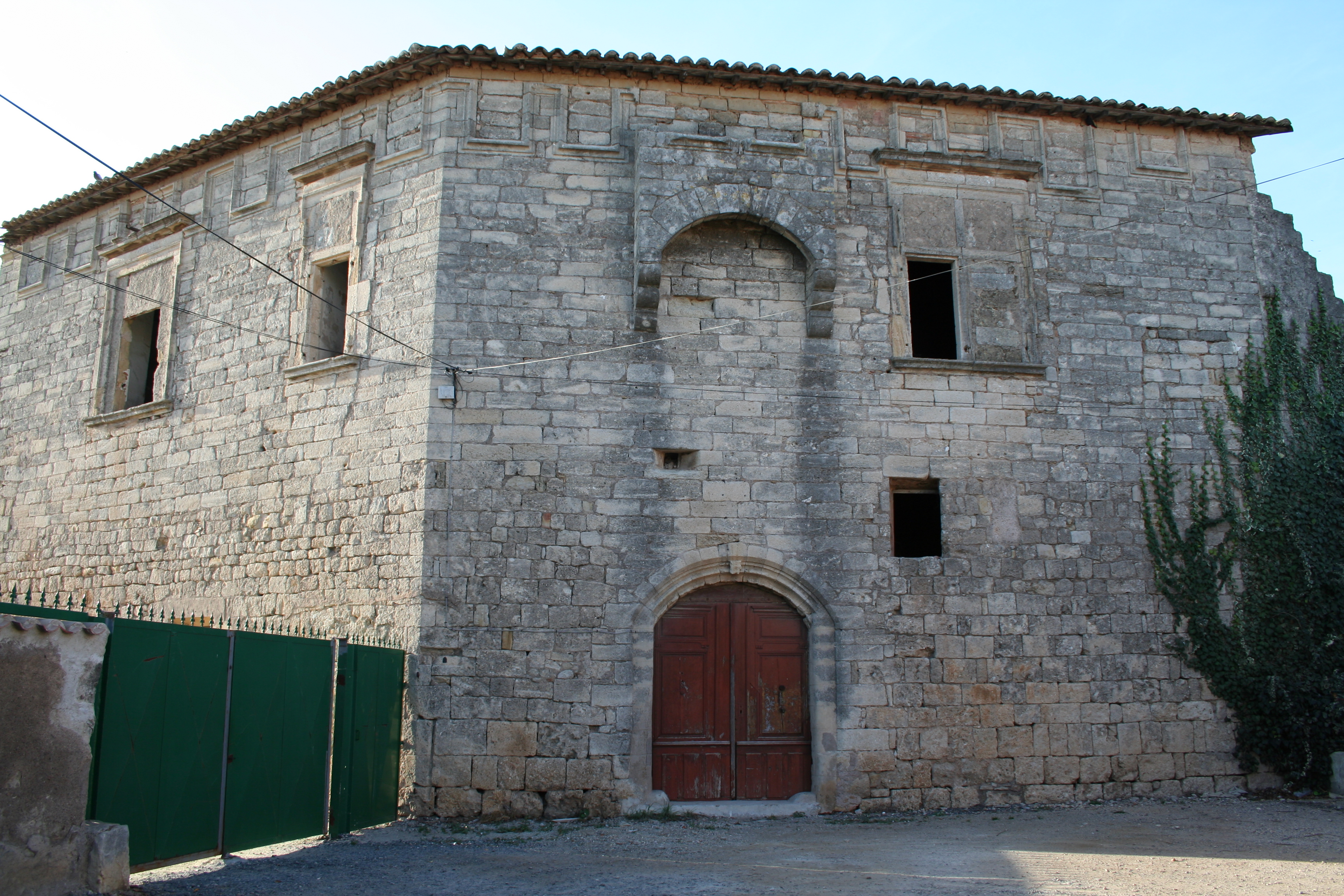
Château de Castelnau-de-Guers